# جرج ۳۸۵۴
سیارک ۳۸۵۴ (به انگلیسی: 3854 George، نامگذاری:1983EA) سه هزار و هشتصد و پنجاه و چهارمین سیارک کشف شده‌است که در ۱۳ مارس ۱۹۸۳ کشف شد.
قدر مطلق سیارک برابر ۱۴٫۵۰ است.